# Эбелинг, Михаил Александрович
Михаил Александрович Эбелинг (1831—1877) — русский полковник, герой русско-турецкой войны 1877—1878 гг.

## Биография
Михаил Эбелинг родился 6 июля 1831 года. Выпущенный в 1852 году из школы гвардейских подпрапорщиков, он определился в лейб-гвардии Павловский полк, в котором прослужил 22 года.
В 1854 году находился в составе войск, охраняющих побережье Петербургской губернии от возможного десанта англо-французов.
Во время Польской кампании 1863 года командовал в Павловском полку ротой его величества.
В 1869 году произведён в полковники и назначен командиром батальона в лейб-гвардии гренадерский полк.
19 февраля 1871 года Михаил Эбелинг был пожалован званием флигель-адъютанта, и в 1874 году удостоился получить после смотра полка в присутствии императора Австрийского командорский крест Франца-Иосифа 2-й степени, после чего был назначен командиром лейб-гвардии 1-м стрелковым батальоном.
Эбелингу недолго пришлось командовать новой частью: в открывшуюся в 1877 году русско-турецкую войну он принял в ней участие и погиб 12 октября 1877 года под Горным Дубняком.
Вот как была описана его смерть очевидцем:
 «Флигель-адъютант полковник Эбелинг … упал одним из первых. Он подбежал почти к самому редуту и пуля, ударив в ногу выше колена, раздробила ему кость. Скорая ампутация ноги спасла бы его, но упал Эбелинг очень близко от редута, так что подобрать его не было никакой возможности, и пролежал на холме без всякой помощи до 10 часов утра; гангрена развилась с замечательной быстротой и он умер вскоре после того, как попал на перевязочный пункт». 